# Mullsjö folkhögskola

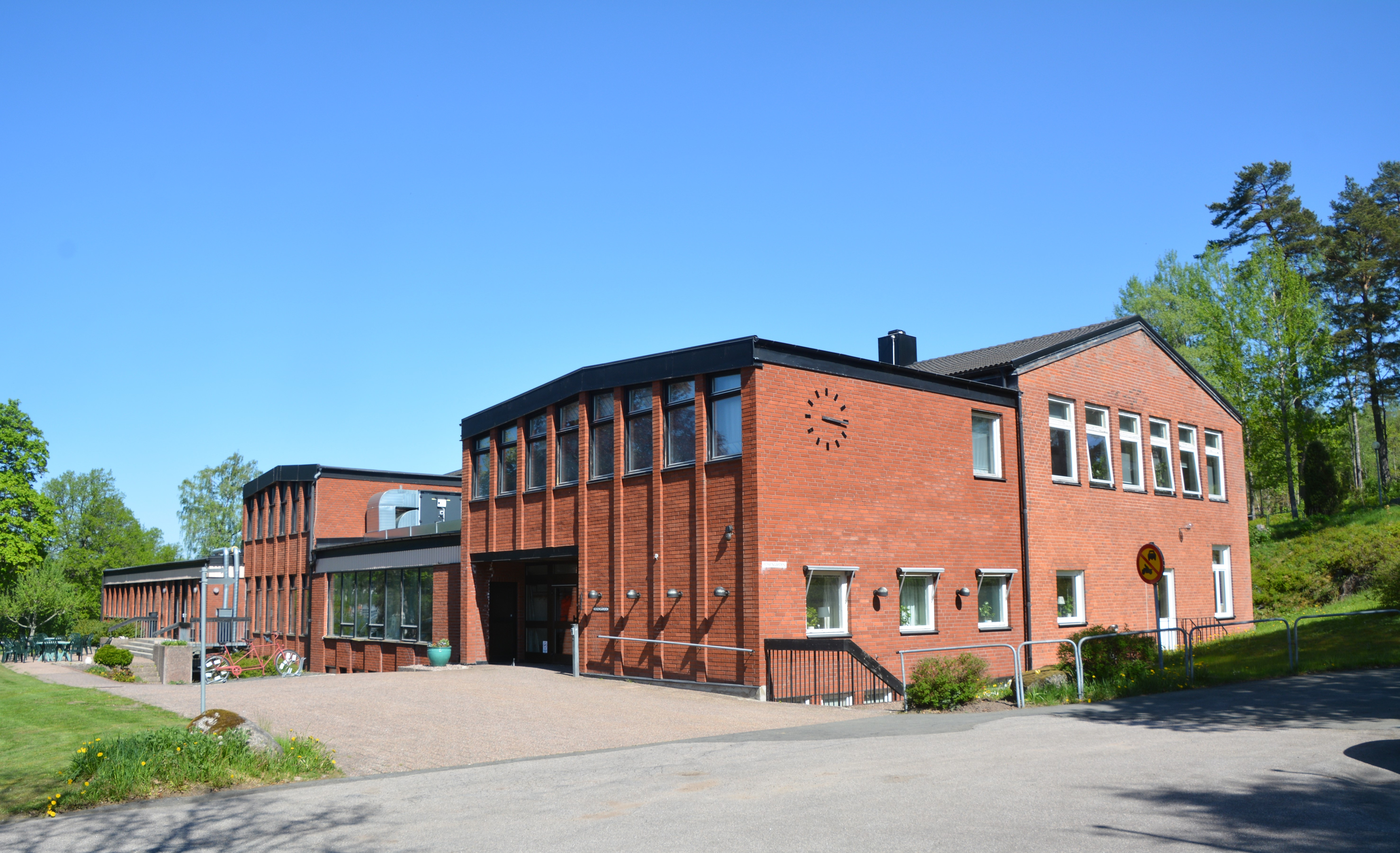
Rosengården

Mullsjö folkhögskola är en folkhögskola i Mullsjö med en filial i Jönköping. Skolan grundades 1949 i Jönköping för att året därefter flytta till Mullsjö. Huvudman för skolan är en stiftelse bestående av Svenska Alliansmissionen, dess ungdomsförbund samt Mullsjö folkhögskolas Kamratförbund.
Förutom sedvanlig folkhögskoleutbildning så håller skolan även kortkurser, sommarkurser och verksamheter riktade till personer med syn‑ och hörselnedsättning eller dövblindhet.